# Skalní kaple Jana Křtitele
Skalní kaple Jana Křtitele se nachází vedle Pouťové jeskyně v Botanické zahradě a arboretu ve Štramberku v okrese Nový Jičín v Moravskoslezském kraji.
Kaple (netradičně jen obraz umístěný ve skále) je zasvěcena biblickému novozákonnímu proroku Janu Křtiteli. Ústředním tématem kaple je tedy obraz Jana křtitele, který byl uctíván kamenáři (dělníky v lomu) v kapli, která stávala na trase 13 zastavení z Nového Jičína na kopec Kotouč již na počátku 20. století. Tradice putování kamenářů a modliteb u skalní kaple byla živá až do 2. světové války. Po válce se již z politických důvodů nepodařilo tradici obnovit a kaple byla později vyhozena do povětří. Kamenářům se však podařilo obraz Jana Křtitele, patrona kamenářů, zachránit a ukrýt. Autorem obrazu, který znázorňuje mladého Jana Křtitele s ovcí na pozadí se siluetou města Štramberk, je místní rodák Vojtěch Petráš. Kaple vznikla za podpory Petra Pavlíka (majitele botanické zahrady a arboreta), města Štramberk a lomu Kotouč.
Dne 23. června 2005 byla kaple vysvěcena Ostravsko-opavským biskupem Františkem Václavem Lobkowiczem.

## Galerie

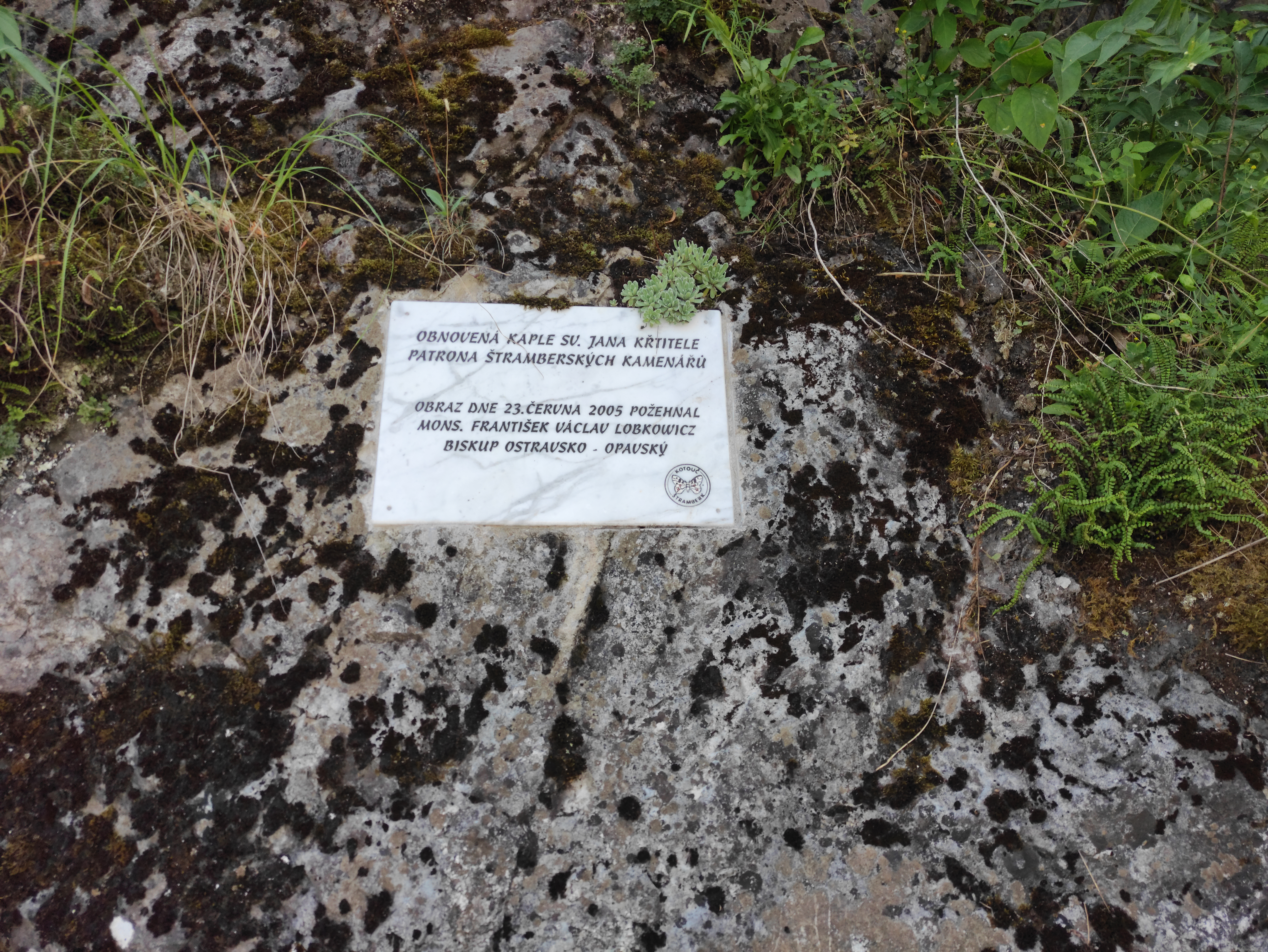